# 아이다 바바자냔
아이다 바바자냔(아르메니아어: Աիդա Բաբաջանյան, 1958년 12월 22일 ~ )은 조지아 출신 아르메니아의 배우이다.